# Лаудер, Джефф
Джефф Лаудер  (англ. Jeff Louder; род. 26 августа 1988 в Солт-Лейк-Сити, штат Юта, США) — американский профессиональный шоссейный велогонщик. Последние годы карьеры выступал за проконтинентальную команду «UnitedHealthcare».
С 2016 года работает спортивным директором в американской команде «Hagens Berman Jayco».

## Достижения
2004
1-й  Горная классификация Тур де Бос
2-й Каскейд Классик
3-й Тур озера Цинхай
1-й Этап 2
2005
2-й Чемпионат США в индивид. гонке
3-й Тур де Бос
3-й Каскейд Классик
2006
2-й Каскейд Классик
3-й Тур Юты
2007
1-й Этап 5 Каскейд Классик
1-й  Горная классификация Тур Миссури
2008
1-й  Тур Юты
1-й Этап 4
1-й Этап 3 Редлендс Классик
3-й Каскейд Классик
2009
1-й  Редлендс Классик
1-й Этап 1
3-й Чемпионат США в групповой гонке
3-й Тур Юты
3-й Каскейд Классик
2010
1-й Этап 4 Тур Юты

## Статистика выступлений

### Гранд-туры
| Гонка           | 2010 |
| --------------- | ---- |
| Джиро д'Италия  | НФ   |
| Тур де Франс    | —    |
| Вуэльта Испании | —    |

| —  | Не участвовал  |
| НФ | Не финишировал |